# Aleksiej German
Aleksiej Juriewicz German, ros. Алексей Юрьевич Герман (ur. 20 lipca 1938 w Leningradzie, zm. 21 lutego 2013 w Sankt Petersburgu) – rosyjski reżyser, scenarzysta, aktor i producent filmowy.

## Życiorys
Urodził się w Leningradzie (ob. St. Petersburg) jako syn pisarza Jurija Germana. W 1960 ukończył studia na wydziale reżyserskim Leningradzkiego Instytutu Państwowego Teatru Muzyki i Kinematografii im. Ostrowskiego.
Początkowo pracował w Teatrze Dramatycznym im. Gribojedowa w Smoleńsku, następnie w Dramatycznym Teatrze Wielkim im. Gorkiego w Leningradzie (1961-1964). Od 1964 był II reżyserem, a następnie reżyserem studia filmowego „Lenfilm”.
W 1985, z początkiem pieriestrojki, stanął na czele (sekretarz) Związku Filmowców ZSRR. W 1990 organizował Studio Filmu Pierwszego i Eksperymentalnego (SPiEF) w St. Petersburgu, którego kierownikiem artystycznym był do śmierci (2013).
Zasiadał w jury konkursu głównego na 43. MFF w Cannes (1990).
Pochowany na Cmentarzu Bogosłowskim w Petersburgu.

## Twórczość
- 1965 – Osada robotnicza (II reżyser)
- 1967 – Siódmy towarzysz podróży (współreżyser)
- 1971 – Próba wierności (reżyser)
- 1976 – Dwadzieścia dni bez wojny (reżyser)
- 1977 – Siadaj obok Miszka! (scenarzysta)
- 1980 – Rafferty (aktor)
- 1980 – Podróż w góry Kaukazu (współscenarzysta)
- 1980 – Siergiej Iwanowicz idzie na emeryturę (aktor)
- 1981 – Życie osobiste dyrektora (aktor)
- 1984 – Mój przyjaciel Iwan Łapszyn (reżyser, scenarzysta)
- 1985 – Był odważny kapitan (współscenarzysta)
- 1987 – Opowieść o dzielnym Choczbaże (współscenarzysta)
- 1989 – Kanuwszyje wriemja (aktor)
- 1991 – Zagłada oddziału (scenarzysta, producent)
- 1991 – Szczęśliwe dni (producent)
- 1994 – Zamek (aktor)
- 1995 – Pasja Giselle (aktor)
- 1995 – Trofim (aktor)
- 1995–1996 – Siergiej Eisenstein. Autobiografia (aktor)
- 1998 – Chrustalow, samochód! (reżyser, współautor scenariusza)

Reżyser od 1999 pracował nad filmem Istoria arkanarskoj riezni na podstawie powieści braci Strugackich Trudno być bogiem.

## Ważniejsze nagrody
- 1977 – Nagroda Georges’a Sadoula za film Dwadzieścia dni bez wojny
- 1986 – Brązowy Leopard na MFF w Locarno za film Mój przyjaciel Iwan Łapszyn
- 1987 – Nagroda Państwowa RFSRR im. Braci Wasiliewów za film Mój przyjaciel Iwan Łapszyn
- 1988 – Nagroda Państwowa ZSRR za film Próba wierności
- 1987 – nagroda krytyki na MFF w Rotterdamie za filmy: Próba wierności, Dwadzieścia dni bez wojny, Mój przyjaciel Iwan Łapszyn.
- 1999 – nagroda rosyjskiego Związku Twórców Filmowych

## Życie prywatne
Był mężem scenarzystki filmowej Swietłany Karmality i ojcem Aleksieja Germana jr. – rosyjskiego scenarzysty i reżysera filmowego.